# Erin Moriarty
Erin Elair Moriarty (New York, 24 giugno 1994) è un'attrice statunitense.

## Biografia
Nata a New York il 24 giugno 1994, dopo aver finito la scuola superiore, frequenta l'accademia d'arte.
Dopo aver recitato in Vicini del terzo tipo, The Kings of Summer e After the Dark, ottiene la parte di un personaggio ricorrente nella serie televisiva della HBO True Detective.
Nel 2015 è un personaggio ricorrente della serie Marvel, diffusa da Netflix, Jessica Jones, mentre nel 2016 appare in Blood Father, al fianco di Mel Gibson, e in Captain Fantastic, insieme a Viggo Mortensen. Nel 2018 appare in Una stagione da ricordare, la vera storia della squadra di volley della Iowa West High School. Nel 2019 interpreta la parte di Starlight nella serie televisiva The Boys, tratta dall'omonimo fumetto. In quest'ultima serie la prova della Moriarty è stata particolarmente apprezzata, tanto da farle guadagnare due nomination ai Saturn Award, una nel 2021 come miglior giovane attrice in una serie televisiva e una nel 2022 come migliore attrice in una serie televisiva (streaming). 

## Filmografia

### Attrice

#### Cinema
- Vicini del terzo tipo (The Watch), regia di Akiva Schaffer (2012)
- The Kings of Summer, regia di Jordan Vogt-Roberts (2013)
- After the Dark, regia di John Huddles (2013)
- Captain Fantastic, regia di Matt Ross (2016)
- Blood Father, regia di Jean-François Richet (2016)
- Within - Presenze (Crawlspace), regia di Phil Claydon (2016)
- Kong: Skull Island, regia di Jordan Vogt-Roberts (2017) - cameo
- L'incredibile viaggio del fachiro (The Extraordinary Journey of the Fakir), regia di Ken Scott (2018)
- Una stagione da ricordare (The Miracle Season), regia di Sean McNamara (2018)
- Driven - Il caso DeLorean (Driven), regia di Nick Hamm (2018)
- Monster Party, regia di Chris von Hoffmann (2018)

#### Televisione
- Una vita da vivere (One Life to Live) – serie TV, 6 episodi (2010)
- Law & Order - Unità vittime speciali (Law & Order: Special Victims Unit) – serie TV, episodio 12x15 (2011)
- Red Widow – serie TV, 8 episodi (2013)
- True Detective – serie TV, 3 episodi (2014)
- Jessica Jones – serie TV, 13 episodi (2015)
- Pillow Talk – serie TV, episodio 1x02 (2017)
- The Boys – serie TV (2019-in corso)

VIDEOCLIP
- Creedence Clearwater Revival - Have You Ever Seen The Rain, (2018) - con l'attore Jack Quaid.

## Riconoscimenti
- Saturn Award
  - 2021 – Candidatura per la migliore giovane attrice in una serie televisiva per The Boys
  - 2022 – Candidatura per la migliore migliore attrice in una serie televisiva (streaming) per The Boys
- MTV Movie & TV Awards
  - 2021 – Candidatura per il miglior combattimento (condiviso con Dominique McElligott, Karen Fukuhara, Aya Cash) per The Boys

- Screen Actors Guild Award
  - 2017 – Candidatura per il miglior cast cinematografico per Captain Fantastic[10]

## Doppiatrici italiane
Nelle versioni in italiano delle opere in cui ha recitato, Erin Moriarty è stata doppiata da:
- Veronica Puccio in Captain Fantastic, The Boys
- Emanuela Ionica in True Detective, Blood Father
- Elisa Carucci in Vicini del terzo tipo
- Enrica Fieno in After the Dark
- Sara Labidi in Red Widow
- Rossa Caputo in Jessica Jones
- Giulia Franceschetti in Within - Presenze
- Valentina Favazza in L'incredibile viaggio del fachiro